# East Lake (Antarktika)
Der East Lake (englisch für Ostsee) ist ein See an der ostantarktischen Georg-V.-Küste. Er ist der kleinste und östlichste See am Kap Denison und liegt 990 m ostsüdöstlich der größten der Mawson’s Huts. 
Der australische Polarforscher Douglas Mawson benannte ihn im Zuge der Australasiatischen Antarktisexpedition (1911–1914). Die offizielle Anerkennung dieser Benennung erfolgte erst am 7. März 1991 durch das Antarctic Names Committee of Australia.